# Drino flava
Drino flava är en tvåvingeart som beskrevs av Chao och Liang 1992. Drino flava ingår i släktet Drino och familjen parasitflugor.
Artens utbredningsområde är Sichuan (Kina). Inga underarter finns listade i Catalogue of Life.